# Viggianello (Basilikata)
Viggianello (im lokalen Dialekt: Vingianieddu) ist eine süditalienische Gemeinde (comune) mit 2659 Einwohnern (Stand 31. Dezember 2023) in der Provinz Potenza in der Basilikata. Die Gemeinde liegt etwa 77,5 Kilometer südsüdöstlich von Potenza und grenzt unmittelbar an die Provinz Cosenza. Viggianello ist Teil der Comunità Montana Alto Sinni und liegt inmitten des Parco nazionale del Pollino. Im Gemeindegebiet entspringt auch der Lao.
Viggianello gehört zur Vereinigung I borghi più belli d’Italia (Die schönsten Orte Italiens).

## Geschichte
Die erstmalige Erwähnung ist die des Ortes Castrum Byanella an der Via Popilia. In der Bulle von Alfano von 1079 erwähnt der Erzbischof von Salerno den Ort Vineanellum. In einem griechisch gefassten Dokument taucht dagegen der Ort erneut als Byanelli auf.

## Bevölkerung

### Bevölkerungsentwicklung
| Jahr      | 1861 | 1881 | 1901 | 1921 | 1931 | 1951 | 1961 | 1971 | 1981 | 1991 | 2001 | 2011 |
| Einwohner | 5399 | 5322 | 4440 | 4613 | 4832 | 5487 | 5381 | 4773 | 4285 | 4396 | 3500 | 3124 |

Quelle: ISTAT

### Ethnien und Migration
Am 31. Dezember 2019 lebten in Viggianello 42 nicht-italienische Staatsbürger. Die meisten von ihnen stammen aus folgenden Ländern: 

1.  Rumänien – 21 

2.  Marokko – 5 

3.  Ukraine – 4 

4.  Madagaskar – 3 

5.  Polen – 2 

5.  Bulgarien – 2 

5.  Tschechien – 2 

## Verkehr
Der Ort hatte einen Bahnhof mit dem Namen Rotonda-Viggianello an der Bahnstrecke Lagonegro–Spezzano Albanese.